# Javier Acevedo
Javier Carlos Acevedo (Scarborough, 28 de enero de 1998) es un deportista canadiense que compite en natación.
Ganó dos medallas en el Campeonato Mundial de Natación, plata en 2022 y bronce en 2017, y dos medallas en el Campeonato Mundial de Natación en Piscina Corta de 2022. Además, obtuvo seis medallas en los Juegos Panamericanos, en los años 2019 y 2023.

## Palmarés internacional
| Campeonato Mundial                  | Campeonato Mundial    | Campeonato Mundial | Campeonato Mundial      |
| Año                                 | Lugar                 | Medalla            | Prueba                  |
| ----------------------------------- | --------------------- | ------------------ | ----------------------- |
| 2017                                | Budapest (Hungría)    | Medalla de bronce  | 4 × 100 m libre mixto   |
| 2022                                | Budapest (Hungría)    | Medalla de plata   | 4 × 100 m libre mixto   |
| Campeonato Mundial en Piscina Corta |                       |                    |                         |
| Año                                 | Lugar                 | Medalla            | Prueba                  |
| 2022                                | Melbourne (Australia) | Medalla de plata   | 100 m estilos           |
| 2022                                | Melbourne (Australia) | Medalla de bronce  | 4 × 50 m estilos mixto  |
| Juegos Panamericanos                |                       |                    |                         |
| Año                                 | Lugar                 | Medalla            | Prueba                  |
| 2019                                | Lima (Perú)           | Medalla de plata   | 4 × 100 m estilos mixto |
| 2023                                | Santiago (Chile)      | Medalla de plata   | 4 × 100 m estilos mixto |
| 2023                                | Santiago (Chile)      | Medalla de bronce  | 4 × 100 m libre         |
| 2023                                | Santiago (Chile)      | Medalla de bronce  | 4 × 200 m libre         |
| 2023                                | Santiago (Chile)      | Medalla de bronce  | 4 × 100 m estilos       |
| 2023                                | Santiago (Chile)      | Medalla de bronce  | 4 × 100 m libre mixto   |